# أبينغتون (ماساتشوستس)
أبينغتون، ماساتشوستس  (بالإنجليزية: Abington, Massachusetts)‏ هي بلدة تقع في مقاطعة بليموث (ماساتشوستس) بولاية ماساتشوستس في الولايات المتحدة. تأسست عام 1668، تبلغ مساحتها 25.6 (كم²)، وترتفع عن سطح البحر 33 م، بلغ عدد سكانها 15985 نسمة في عام 2010 حسب إحصاء مكتب تعداد الولايات المتحدة .

## التركيبة السكانية
حدّد مكتب تعداد الولايات المتحدة بيانات التركيبة السكانية لأبينغتون في تعداد الولايات المتحدة. في ما يلي، التركيبة السكانية حسب تعدادي 2000 و2010.

### تعداد عام 2000
بلغ عدد سكان أبينغتون 14,605 نسمة بحسب تعداد عام 2000، وبلغ عدد الأسر 5,263 أسرة وعدد العائلات 3,746 عائلة مقيمة في المنطقة السكنية. في حين سجلت الكثافة السكانية 570.5 نسمة لكل كيلومتر مربع (1,477.6/ميل2). وبلغ عدد الوحدات السكنية 5,348 وحدة بمتوسط كثافة قدره 208.9 لكل كيلومتر مربع (541.0/ميل2).
وتوزع التركيب العرقي للمنطقة السكنية بنسبة 97.48% من البيض و0.76% من الأمريكيين الأفارقة و0.12% من الأمريكيين الأصليين و0.49% من الأمريكيين ذوي الأصول الآسيوية و0.01% من سكان جزر المحيط الهادئ و0.32% من الأعراق الأخرى و0.83% من عرقين مختلطين أو أكثر و0.71% من الهسبانيون أو اللاتينيون من أي عرق.
بلغ عدد الأسر 5,263 أسرة كانت نسبة 37.5% منها لديها أطفال تحت سن الثامنة عشر تعيش معهم، وبلغت نسبة الأزواج القاطنين مع بعضهم البعض 57% من أصل المجموع الكلي للأسر، ونسبة 10.2% من الأسر كان لديها معيلات من الإناث دون وجود شريك، بينما كانت نسبة 4% من الأسر لديها معيلون من الذكور دون وجود شريكة وكانت نسبة 28.8% من غير العائلات. تألفت نسبة 23% من أصل جميع الأسر من عدة أفراد يعيشون في نفس المنزل ونسبة 9.2% كانت تتألف من شخص يعيش بمفرده يبلغ من العمر 65 عاماً أو أكثر. وبلغ متوسط حجم الأسرة المعيشية 2.74، أما متوسط حجم العائلات فبلغ 3.29.
بلغ العمر الوسطي للسكان 36.7 عاماً. وكانت نسبة 25.6% من القاطنين تحت سن الثامنة عشر، وكانت نسبة 7.4% بين الثامنة عشر والرابعة والعشرين عاماً، ونسبة 31.6% كانت واقعةً في الفئة العمرية ما بين الخامسة والعشرين والرابعة والأربعين عاماً، ونسبة 23.1% كانت ما بين الخامسة والأربعين والرابعة والستين، ونسبة 11% كانت ضمن فئة الخامسة والستين عاماً فما فوق. يوجد لكل 100 أنثى 96.3 ذكر، ويوجد لكل 100 أنثى في الثامنة عشر من عمرها فما فوق 92.6 ذكر.
بلغ متوسط دخل الأسرة في المنطقة السكنية 57,100 دولارًا، أما متوسط دخل العائلة فبلغ 68,826 دولارًا. وكان متوسط دخل الذكور 44,151 دولارًا مقابل 30,923 دولارًا للإناث. وسجل دخل الفرد الخاص بالمنطقة السكنية 23,380 دولارًا. وكانت نسبة 2.1% من العائلات ونسبة 3.6% من السكان تحت خط الفقر، وكان من هؤلاء نسبة 4.1% تحت سن الثامنة عشر ونسبة 7.2% في الخامسة والستين من العمر وما فوق.

### تعداد عام 2010
بلغ عدد سكان أبينغتون 15,985 نسمة بحسب تعداد عام 2010، وبلغ عدد الأسر 6,080 أسرة وعدد العائلات 4,111 عائلة مقيمة في المنطقة السكنية. في حين سجلت الكثافة السكانية 624.4 نسمة لكل كيلومتر مربع (1,617.2/ميل2). وبلغ عدد الوحدات السكنية 6,377 وحدة بمتوسط كثافة قدره 249.1 لكل كيلومتر مربع (645.2/ميل2).
وتوزع التركيب العرقي للمنطقة السكنية بنسبة 92.51% من البيض و2.14% من الأمريكيين الأفارقة و0.29% من الأمريكيين الأصليين و1.78% من الأمريكيين ذوي الأصول الآسيوية و0.01% من سكان جزر المحيط الهادئ و1.90% من الأعراق الأخرى و1.37% من عرقين مختلطين أو أكثر و1.94% من الهسبانيون أو اللاتينيون من أي عرق.
بلغ عدد الأسر 6,080 أسرة كانت نسبة 33.6% منها لديها أطفال تحت سن الثامنة عشر تعيش معهم، وبلغت نسبة الأزواج القاطنين مع بعضهم البعض 51.8% من أصل المجموع الكلي للأسر، ونسبة 11.3% من الأسر كان لديها معيلات من الإناث دون وجود شريك، بينما كانت نسبة 4.5% من الأسر لديها معيلون من الذكور دون وجود شريكة وكانت نسبة 32.4% من غير العائلات. تألفت نسبة 25.1% من أصل جميع الأسر من عدة أفراد يعيشون في نفس المنزل ونسبة 8.9% كانت تتألف من شخص يعيش بمفرده يبلغ من العمر 65 عاماً أو أكثر. وبلغ متوسط حجم الأسرة المعيشية 2.61، أما متوسط حجم العائلات فبلغ 3.18.
بلغ العمر الوسطي للسكان 39.5 عاماً. وكانت نسبة 23% من القاطنين تحت سن الثامنة عشر، وكانت نسبة 7.8% بين الثامنة عشر والرابعة والعشرين عاماً، ونسبة 27.7% كانت واقعةً في الفئة العمرية ما بين الخامسة والعشرين والرابعة والأربعين عاماً، ونسبة 29.6% كانت ما بين الخامسة والأربعين والرابعة والستين، ونسبة 11.9% كانت ضمن فئة الخامسة والستين عاماً فما فوق. وتوزع التركيب الجنسي للسكان بنسبة 48.9% ذكور و51.1% إناث.

## أعلام
- جارد س. مونتي
- سيميون غانيت ريد
- تشارلز فرانكلين دونبار
- هنري بي. بيرس
- ميخائيل دريسكول
- جون إل سوليفان
- جيم هيكي